# Refracție

Schemă pentru refracția luminii, unde i este unghiul de incidență și r este unghiul de refracție.

Refracția este schimbarea direcției de propagare a unei unde (de exemplu: undă mecanică, electromagnetică, valuri etc.) la interfața dintre două medii în care unda are viteze de propagare diferite, sau datorită gradientului local al proprietăților mediului în care se propagă. Fenomenul este cel mai ușor de observat în cazul luminii, atunci când aceasta trece dintr-un mediu transparent (aer, apă, sticlă etc.) în altul. Totuși fenomenul se petrece cu toate undele, inclusiv cu cele sonore.

## Legile refracției
Legile refracție sunt in număr de două:
- Raza incidentă, normala (în punctul de incidență) și raza refractată sunt coplanare.
- Indicele de refracție notat cu n este raportul dintre sinusul unghiului de incidență i si sinusul unghiului de refracție r.

Matematic a doua lege se poate scrie:
{\displaystyle n={\frac {\sin i}{\sin r}}}
Indicele de refracție al vidului este egal cu unitatea n = 1.
Un caz particular este reflexia totală. (Unghiul minim de incidență i de la care reflexia devine totală, adică unghiul de la care raza nu mai trece in al doilea mediu)
Legile refracției se aplica și în cazul prismelor.

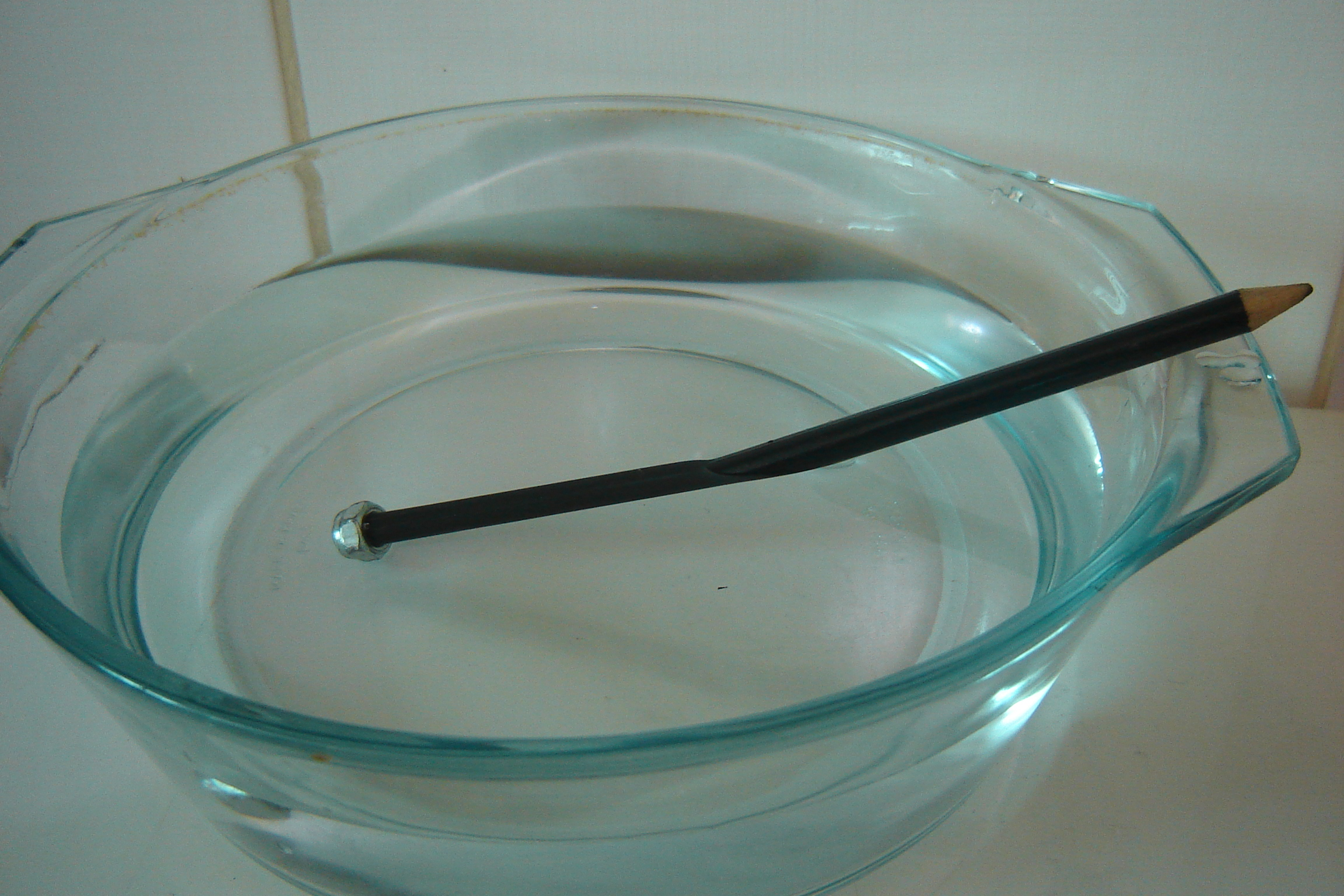
Creionul pare a fi frânt, din cauza refracției luminii la interfața dintre apă și aer.

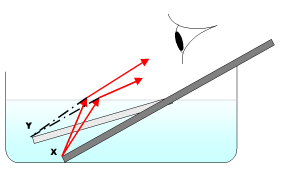
Refracția luminii la interfața apă-aer este responsabilă pentru aparenta discontinuitate a formei obiectului din apă. Este de remarcat faptul că poziția aparentă (marcată Y) este la o adâncime mai mică decât poziția reală (X) a capătului barei).

La interfața dintre două medii, în care viteza de fază v a undei este diferită, lungimea de undă λ se modifică, unda își schimbă direcția, însă frecvența f rămâne aceeași v=λf. În optică, pentru studiul refracției se folosește noțiunea de indice de refracție, care este direct legată de viteza de propagare. Lentilele și prismele optice se bazează pe fenomenul de refracție pentru a modifica direcția razelor de lumină.
Odată cu refracția are loc și  reflexia, adică o parte a energiei undei incidente se întoarce în mediul inițial, după legile obișnuite ale reflexiei. 

## Efecte
Cel mai adesea în viața de zi cu zi se poate observa refracția atunci când privim într-un vas cu apă: obiectele par a fi mai aproape de suprafață decât sunt, iar poziția lor pare a se schimba odată cu unghiul din care sunt privite. Pentru a determina poziția unui obiect creierul uman analizează o pereche de raze de lumină venite de la acel obiect, încercând să afle unde se intersectează. De aceea în imaginile alăturate sunt prezentate perechi de raze care se refractă împreună (deși sub un unghi ușor diferit, din cauza unghiurilor de incidență diferite).
Tot refracția este fenomenul din spatele curcubeului, ori a mirajelor care apar, de exemplu în deșert, atunci când temperatura aerului variază foarte rapid cu înălțimea. În mod similar, pozițiile reale ale astrelor de pe cer nu sunt cele aparente, mai ales atunci când aceste astre se văd aproape de orizont: intrând în atmosferă pieziș, ele se refractă progresiv din cauza dependenței indicelui de refracție al aerului de altitudine (în principal prin intermediul presiunii). Așa se explică și variația discontinuă a poziției și formei Soarelui atunci când apune ori răsare. Un fenomen asemănător apare în cazul undelor electromagnetice emise de și către sateliți: în mod normal devierea este nesemnificativă, dar în cazul semnalelor GPS ea trebuie calculată pentru a se putea obține o precizie mai bună a poziției determinate.
Se poate remarca de asemenea faptul că refracția este similară unei probleme matematice: se dau două puncte, aflate în medii diferite (în sensul că viteza de deplasare prin cele două medii diferă); se cere drumul optim între cele două puncte. Intuitiv, problema poate fi enunțată astfel: o persoană se află pe plajă, și trebuie să ajungă la o baliză aflată în apă (se presupune că linia țărmului este o dreaptă); care este drumul optim (din punct de vedere temporal), ținând cont că pe plajă aleargă mai repede decât înoată în apă?. Desigur că soluția depinde de raportul vitezelor în cele două medii (în cazul luminii acest raport se numește indice de refracție). O rază de lumină care pornește dintr-un punct aflat în unul dintre medii va urma tocmai acest drum optim pentru a ajunge la un punct din celălalt mediu.

## Dispersia
Un aspect interesant al refracției luminii este următorul: viteza luminii în diferite medii (altele decât vidul) depinde de frecvență, fenomen numit dispersie și de aceea lumina se va refracta pe direcții diferite în funcție de frecvență. În acest fel lumina albă poate fi separată în funcție de frecvență cu ajutorul unei prisme din material transparent,  Tot din cauza fenomenului de dispersie comunicațiile prin fibră optică sunt stânjenite: pulsurile de lumină conțin componente de frecvențe diferite care, deși sunt trimise simultan, vor ajunge la celălalt capăt al fibrei ușor decalat în timp, ceea ce înseamnă că pulsurile de lumină vor fi mai lungi la recepție; pentru comunicarea pe distanțe mari, este nevoie de stații releu intermediare pentru refacerea formei pulsurilor.

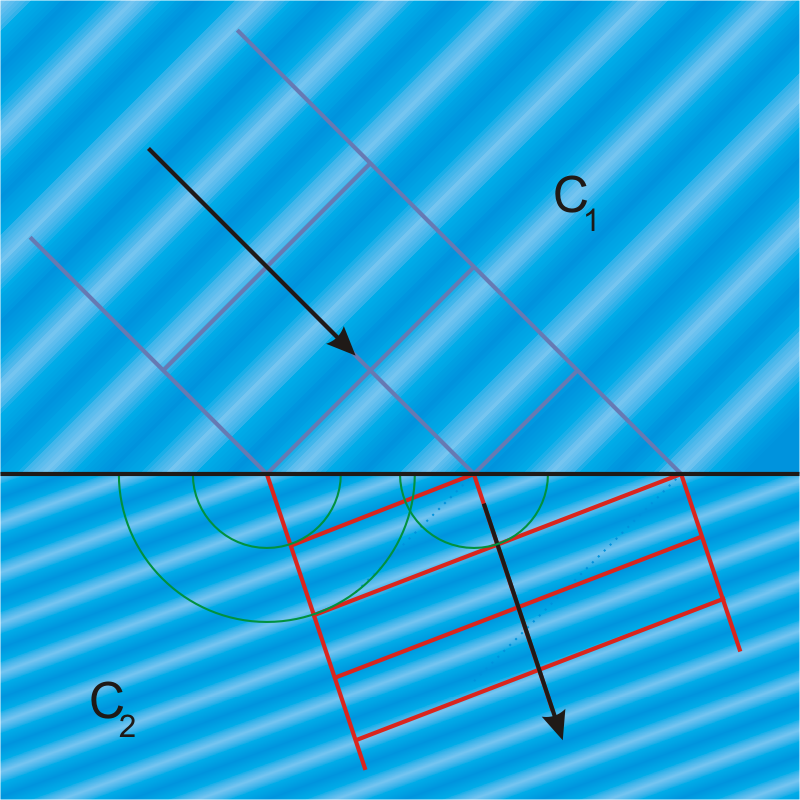
Aplicarea principiului Huygens-Fresnel pentru a explica refracția luminii

## Explicația fizică
Din punct de vedere fizic, refracția este o consecință a principiului Huygens–Fresnel; acesta afirmă că o undă se propagă din aproape în aproape, punctele de pe frontul de undă fiind niște „surse” secundare - învelitoarea fronturilor de undă ale acestor surse va fi noul front al undei. Considerându-se limita dintre cele două medii ca locul  surselor secundare, se poate observa că noul front de undă se va deplasa sub un unghi diferit de unghiul de incidență al frontului de undă original.

Schema refracției unei raze de lumină

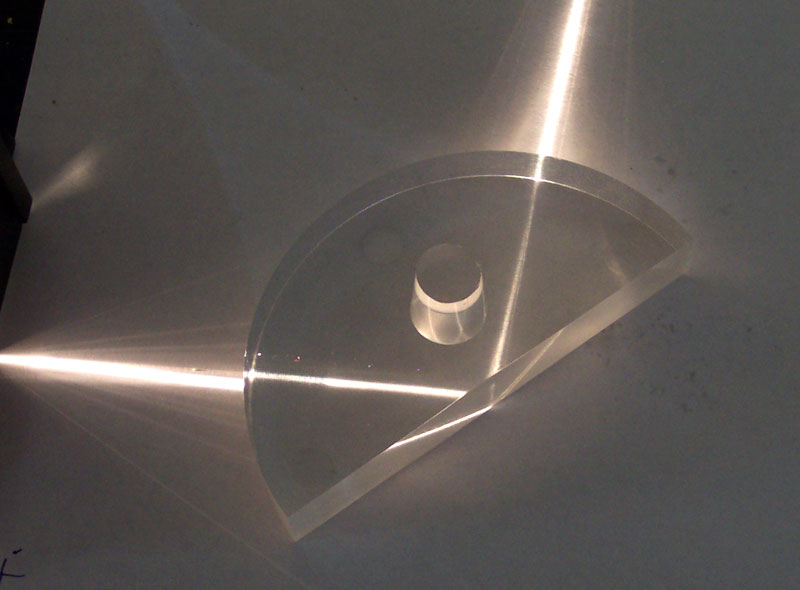
Reflexia totală: față de suprafața curbă a semicilindrului lumina cade perpendicular și nu este deviată, dar pe suprafața interioară are loc refracția totală, din cauza unghiului de incidență și a proprietăților materialului

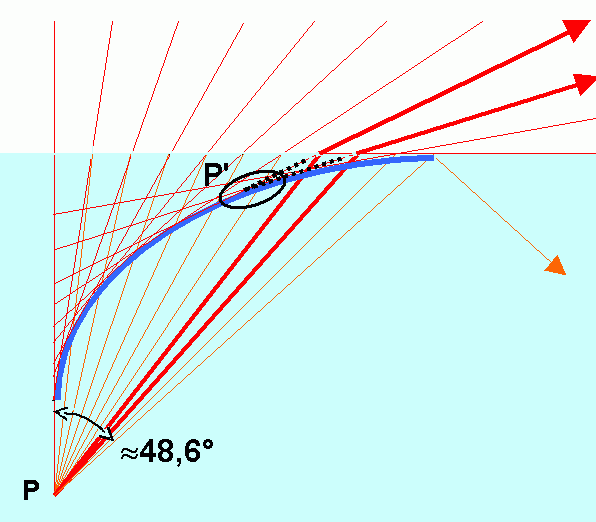
Odată cu schimbarea unghiului de observare, se modifică și poziția aparentă a unui obiect în apă: cu cât este privit mai pieziș, obiectul pare a fi aproape de suprafața apei; privit perpendicular pe suprafață, eroarea de apreciere a adâncimii obiectului este minimă, dar nenulă.

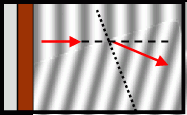
Desen al refracției undelor de pe suprafața unui vas cu apă: linia punctată este normala la linia de schimbare a adâncimii apei: viteza de propagare a valurilor depinde de adâncimea apei, deci va apărea fenomenul de refracție.

## Tratarea geometrică
Pentru a putea calcula drumul unei raze de lumină se poate apela la o schemă similară celei alăturate: știind unghiul de incidență și proprietățile celor două medii, se poate calcula unghiul de refracție (unghiul de reflexie este egal cu cel de incidență): {\displaystyle \theta _{2}=\sin ^{-1}\left({\frac {n_{1}}{n_{2}}}\sin \theta _{1}\right)}, {\displaystyle n_{1}\,} și {\displaystyle n_{2}\,} fiind indicii de refracție ai celor două medii (raportul dintre viteza luminii în vid și viteza luminii în acel mediu). În cazul unui unghi de incidență foarte mare (raza cade foarte pieziș), poate apărea fenomenul de reflexie totală: practic toată lumina se reflectă dacă indicele de refracție al mediului de incidență este mai mare. Acest lucru se întâmplă pentru {\displaystyle \theta >\theta _{\mathrm {crit} }\,} unde {\displaystyle \theta _{\mathrm {crit} }=\sin ^{-1}\left({\frac {n_{2}}{n_{1}}}\right)}.
Legea de refracție enunțată mai sus este valabilă doar pentru materiale izotrope, nefiind respectată dacă este vorba de materiale anizotrope (cum ar fi unele cristale), unde apare birefringența.